# 雅-miyavi- Remixx album 【Room No.382】 Remixed by TeddyLoid
『雅-miyavi- Remixx album 【Room No.382】 Remixed by TeddyLoid』（ミヤヴィ リミックスアルバム ルームサンハチニ リミックス バイ テディロイド）は、雅-miyavi-初のリミックス・アルバム。2008年12月25日発売。発売元はユニバーサルJ。

## 解説
- 初のリミックス・アルバム。以前にリリースした10曲がリミックスされる。
- サウンドプロデューサーには18歳のTeddyLoidを起用。全曲リミックス。
- 18歳リミキサーによるアルバムだが、エレクトロ主体のサウンドとなる。

## 収録曲
- 全曲　TeddyLoidによるリミックスバージョン。

1. 一匹狼論
2. 2 be wiz U
3. 自分革命
4. Dear my friends
5. 君に願いを
6. セニョール セニョーラ セニョリータ
7. ロックの逆襲
8. 常勝街道
9. Girls,be ambitious
10. あしタ、元気ニなぁレ。